# Базальделла, Афро
Афро Базальделла (итал. Afro Basaldella, 1912 — 1976) — крупнейший итальянский художник-абстракционист, представитель лирической абстракции — более известный как Афро, так как подписывал свои работы только именем.
В своих работах Афро прославляет импровизацию, яркость, эмоцию и цвет. Именно его исследование цветов, которое предшествует созданию произведений, ритм, пространство, световые эффекты ставят Афро в ряд величайших итальянских живописцев.

## Биография
Афро Базальделла родился в 1912 году в небольшом городке Удине недалеко от Венеции. Его отец и дядя были декораторами, два старших брата впоследствии стали скульпторами, и чтобы выделиться из семейного клана Афро ещё в юности стал подписываться только именем. Пройдя обучение во Флоренции, Венеции и Риме, в 1931 году Базальделла получил в Венеции диплом по классу живописи. Уже в двадцать лет в Милане прошла его первая монографическая выставка. С 1935 года Афро регулярно выставлялся на Квадреннале в Риме и Биеннале в Венеции.
С двадцати трех лет участвовал в выставках, делал фрески и мозаики, а в живописи пробовал одно за другим самые разные направления. В 1950 году в Америке Афро столкнулся с абстрактным экспрессионизмом.